# Ampelología

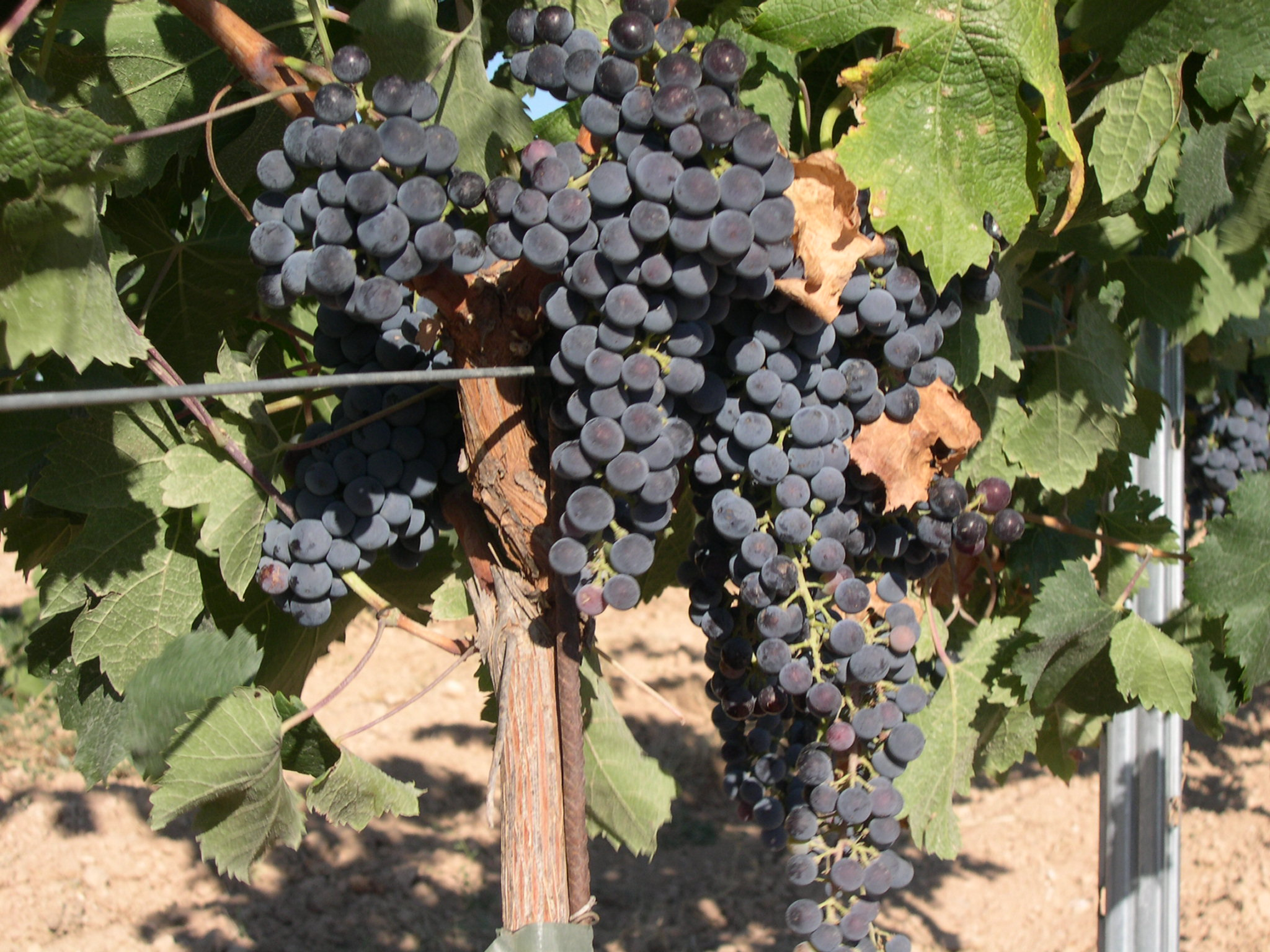
Uva merlot, fruto de una vid negra.

La ampelología (del griego "ampelos" «ἄμπελος» vid y "logia" «λογος» que significa estudio) es la ciencia 
que estudia la biología de la vid (vitis vinífera), su cultivo, el origen geográfico de las diferentes variedades (llamadas viduños), su adaptación a los suelos y climas, como así también sus patologías y tratamientos. Los contornos de la ampelología no están bien definidos, pues la vides distintas de la Vitis vinifera L. con frecuencia se usan como portainjertos de la Vitis vinifera L. También se han logrado híbridos entre la Vitis vinifera L. y otras vides, como la Vitis rupestris Lot.
Involucra la fisiología celular, es decir, las células que se encuentran en la vid, los principales tipos celulares, como así también la influencia de los procesos fotosintéticos en el contenido de azúcar en el fruto y la incidencia de las técnica de conducción del viñedo sobre los mismos. 
También estudia los procesos de absorción del agua y su efecto en la condición de los frutos en cada etapa de maduración de los mismos. El crecimiento y desarrollo de la vid en diferentes suelos y climas.
La diferencia con la Ampelografía reside en que esta última es el estudio descriptivo de la vid a través de las formas y el color de sus hojas, sus frutos y los tallos. Muchos entienden, no obstante, que no pueden distinguirse dos ciencias una dedicada al estudio descriptivo de la vid y otra a otra cosa. Los llamados ampelólogos no son cosa distinta que los ampelógrafos. Los ampelólogos se dedican principalmente a describir los diversos cultivares de la Vitis vinifera L., centrándose principalmente en los ángulos de las nervaciones de las hojas.